# 청춘 오뎅/순정 청춘 러브
청춘 오뎅/순정 청춘 러브(青春おでん/純情青春ラブ)은 2008년 10월 29일에 업프런트 워크스에서 발매된, twe'lv의 싱글 곡이다.

## 개요
게임 『이나즈마 일레븐』에 의한 아이돌 유닛 「twe'lv」의 데뷔 싱글이다.

## 수록곡
1. 청춘 오뎅(青春おでん)
TV 애니메이션『이나즈마 일레븐』 엔딩 테마
2. 순정 청춘 러브(純情青春ラブ) 
닌텐도 DS용 게임『이나즈마 일레븐 GO』 엔딩 테마
3. 청춘 오뎅(青春おでん) (Instrumental)
4. 순정 청춘 러브(純情青春ラブ) (Instrumental)